# 八・一宣言
八・一宣言（はちいちせんげん）、正式名を「為抗日救国告全体同胞書（抗日救国の為に全同胞に告げる書）」は、1935年（昭和10年）8月1日、モスクワにいた王明等、駐コミンテルン中国共産党代表団が、中国共産党と中華ソビエト共和国中央政府名義で発表した、中国共産党と中華ソビエト共和国中央政府が共同で日本の中国進出に対抗するよう呼びかけた宣言のことである。日本に対する敵対宣言と謂えるものである。

## 八・一宣言の背景
この時期の中国の情勢は、以下の通りである。
満洲事変の後、日本軍は万里の長城を越え、熱河省に侵攻を開始した。一方、蔣介石は1932年6月14日に先に中国国内を団結させ、その後に、外敵にあたるという「攘外必先安内」（zh）政策を国策としたこともあり、日中両国は1933年5月塘沽協定を締結した。その結果、日本は万里の長城以南から撤退する一方、蔣介石は国共内戦に注力することとなった。その後、日本は華北五省（河北省、山東省、山西省、察哈爾省、綏遠省）の分離を画策し、梅津・何応欽協定、土肥原・秦徳純協定を相次いで締結させ、中国国民党の勢力を河北省、察哈爾省から退けていった。
一方、日本と妥協した蔣介石は中国共産党の弾圧に着手していった。第五次囲剿において、中国共産党は瑞金を放棄し、長征を行い、1935年には陝西省北部の延安に到達した。しかし、長征及び満洲から逃亡してきた張学良率いる東北軍と馮玉祥率いる西北軍（zh）の攻撃で中国共産党は疲弊しており、国共内戦の停戦を希望していた。
また、この頃世界では、1935年7月、コミンテルン第7回大会では反ファシズム統一戦線を設立するという政策を決定した。その中でゲオルギ・ディミトロフは、「支那に於てはソヴヱート運動拡大及び赤軍戦闘能力鞏化を全国的人民反帝運動の展開と結合せねばならぬ。この運動は帝国主義的圧制者に対する何よりも先づ日本帝国主義及びその支那従僕にたいする武装人民の人民革命闘争のスローガンの下に遂行されねばならぬ。支那ソヴヱートは、支那人民の解放闘争に於て、全支那人民を統一する中心点たらねばならぬ。」と述べた。その流れを受け、モスクワにいた王明等、駐コミンテルン中国共産党代表団が、フランスのパリで『救国報』（中国語）とモスクワで『共産国際通訊』（英語）に八・一宣言を発表した。

## 八・一宣言の影響
八・一宣言の内容は、蔣介石の「攘外必先安内」政策を批判し、全国の同胞、各政党、軍隊はそれぞれの間での闘争を放棄し、共同して日本に抵抗することを呼びかけた。そして、八・一宣言と合わせて提出した抗日救国十大綱領の中で、国防政府の成立を要求し、合わせて中国共産党の軍隊が国防政府の指導の下、共同して抗日闘争にあたることを宣言するというものであった。
その後、八・一宣言の内容は上海や北京といった中国の大都市に広まり、国内の世論は内戦の停止と共同して日本へ対抗する方向に傾いていった。
八・一宣言後、日本は同年11月25日、殷汝耕を首班とする傀儡政権である冀東防共自治政府を通州（今の北京市）に樹立し、華北分離工作を推進していった。その直後の12月9日には、北平（今の北京市）の学生が反発し、日本の華北分離工作の反対、内戦の停止、言論の自由等を要求するデモを起こし（一二・九運動）、この学生運動は中国全土に波及した。
その流れを受け、1936年の西安事変、第二次国共合作へと進展していった。